# Бочкарёва, Наталья Владимировна
Ната́лья Влади́мировна Бочкарёва (род. 25 июля 1980, Горький, РСФСР, СССР) — российская актриса театра и кино, телеведущая, певица, режиссёр и художник. Наиболее известна ролью Даши Букиной в ситкоме «Счастливы вместе».

## Биография

### Ранние годы и образование
Наталья Бочкарёва родилась 25 июля 1980 года в Горьком (ныне Нижний Новгород). Отец и мать актрисы не были коренными жителями города. Мать, Мария Мартьяновна Бочкарёва, продолжительное время жила и работала на текстильной фабрике в Иваново. Отец, Владимир Федорович Бочкарёв, был девятым ребёнком в семье, вместе со своей матерью и всеми детьми переехали в Горький в 1950-е годы. В Горьком родители Натальи трудились на заводе «ГАЗ». Мать работала бухгалтером, а отец — в одном из автомобильных цехов. Некоторое время Наталья жила с родителями в Автозаводском районе. Когда Бочкарёвой исполнилось 6 лет, у неё появилась младшая сестра Надежда. Родители актрисы развелись, когда ей было 9 лет. В 50 лет оба остались без работы. Мать умерла в 54 года от сердечного приступа, когда Наталье было 19 лет. Вскоре в возрасте 52-х лет скоропостижно умер отец.

Окончив городскую школу № 129, Наталья поступила в Нижегородское театральное училище имени Е. А. Евстигнеева: 
Помню, как однажды, мы гуляли по центру Нижнего Новгорода и увидели объявление о наборе в Нижегородское театральное училище. Моя тётушка сказала: «А слабо тебе пойти и попробовать пройти три тура?». К тому времени я уже окончила девять классов, и на её вызов гордо ответила: «Да, легко!»
В 2000 году Бочкарёва окончила театральное училище (мастерская Ривы Левите). Затем она вместе с однокурсником поступила на второй курс Школы-студии МХАТ в мастерскую Олега Табакова. В 2002 году Наталья окончила Школу-студию МХАТ, после чего сразу же была принята в труппу МХТ им. А.П. Чехова.

### Театр
Бочкарёва дебютировала в МХТ им. А. П. Чехова ролью Мариэтты Риваль в спектакле «Кабала святош». В дальнейшем она была задействована в спектаклях «Изображая жертву», «Немного нежности», «Нули», «Последняя жертва», «Ретро», «Скрипка и немножко нервно», «Татуированная роза», «Терроризм», «Я её люблю», «Результат на лицо». Спустя некоторое время актриса покинула театр.
Не бывает театров без интриг. Труппа в МХТ во время моей службы состояла из 120 человек — 120 эгоцентричных личностей, каждая из которых о себе высокого мнения. Одни одной кучкой дружат, другие другой. Конечно, я прошла через многое — слава Богу, ножи в спину были лайтовые. Но мой уход из МХТ тоже связан с определёнными кознями.
В Московском театре Олега Табакова Наталья играла в спектакле «На дне» роль Василисы. Как и все актёры «Табакерки», она отдавала 10 % своего гонорара от съёмок в кино, рекламе и сериалах в бюджетный фонд театра.

### Кино
Дебют актрисы в кино состоялся в 1999 году с эпизодической ролью в фильме Виталия Москаленко «Китайский сервиз».
На съёмочной площадке мне посчастливилось работать с такими великими актёрами, как Олег Янковский и Сергей Безруков. Далее было много ролей, но самый большой успех одержала, конечно же, роль Даши Букиной в сериале «Счастливы вместе».

Прорыв в карьере Бочкарёвой случился в 2006 году после выхода ситкома «Счастливы вместе», адаптации телесериала «Женаты… с детьми», где она перевоплотилась в персонажа Дашу Букину, которую играла на протяжении семи лет. Сама актриса вспоминала, что в сериал она попала не сразу:
Кастинг на роль в сериале «Счастливы вместе» я проходила трижды. Первый раз меня не утвердили, второй раз тоже, хотя видели во мне Дашу Букину. В итоге, на роль была утверждена другая актриса, и с ней были начаты съёмки пилотных серий. В тот момент, когда я уже забыла про этот проект, и у меня появились другие съёмки, мне снова позвонили и сказали приехать и пройти очередной кастинг. Собралась и отправилась попытать удачу в третий раз. И таки случилось чудо — меня утвердили! Конечно, не просто было в 24 года сыграть 45-летнюю женщину, но именно благодаря этому моменту мне удалось вырасти не только профессионально, но и внутренне — психологически.
В 2018 году Бочкарёва исполнила роль жены Корнеева в фильме «Ночная смена» и сыграла продавщицу фаст-фуда в комедии «Ёлки последние».
В 2019—2023 годах актриса играла роль Роксаны, соседки и подруги двух главных героинь, в ситкоме «Две девицы на мели», российской адаптации одноимённого сериала. Она появилась во всех трёх сезонах ситкома.
В 2021 году вышел фильм «Бендер: Начало», в котором актриса получила роль второго плана.
В июне 2023 года состоялась премьера мини-сериала «Кино про бандитов» в жанре криминальной комедии, где Бочкарёва сыграла роль спутницы главного героя.
В июле 2023 года началась работа над продолжением ситкома «Счастливы вместе», который получил название «Букины», где актриса вновь вернулась к роли Даши Букиной. Сериал вышел в декабре 2023 года. В июле 2025 года вышел второй сезон ситкома с её участием.

### Режиссёр
В 2015 году Наталья Бочкарёва окончила Высшие курсы сценаристов и режиссёров у Владимира Хотиненко, и, получив диплом, сняла свою дебютную режиссёрскую работу в формате короткометражного фильма:
Для меня этот фильм был первым хорошим и серьёзным профессиональным опытом. Конечно, нет предела совершенству, и сказать, что всё сто процентов удалось, было бы глупо. Но если мой фильм тронет и заставит задуматься хоть одного человека о своем бытие, для меня это будет уже удачей.
Работа получила название «Свободный день». Главные роли исполнили Валерий Ярёменко, Владислав Шкляев и Ольга Редько. Презентация работы состоялась 29 апреля 2016 года в московском киноцентре «Фитиль», а через месяц актриса представила короткометражку публике в Каннах.

## Творчество

### Роли в театре

#### Театр-студия Олега Табакова
- «На дне» (М. Горький) — Василиса

#### Московский Художественный театр имени А. П. Чехова
- «Изображая жертву»
- «Кабала святош» (М. А. Булгаков) — Мариэтта Риваль[11]
- «Немного нежности»
- «Нули»
- «Последняя жертва» (А. Н. Островский) — Ирен (Ирина Лавровна Пивокурова)
- «Ретро» — Людмила
- «Скрипка и немножко нервно»
- «Татуированная роза» (Т. Уильямс) — Флора
- «Терроризм»
- «Я её люблю»
- «Результат на лицо»

#### Продюсерский центр Сергея Лаврова
- В. Сигарев. «Русское лото». Режиссёр А. Бибилюров

#### «Арт-Партнёр XXI»
- «День Палтуса» (Дейв Фриман, Джон Чипман) — Хэриет[12]
- «Подкаблучники» (Миро Гавран) – Анна[11]

#### Театр «Миллениум»
- «Ханума» (Авксентий Цагарели) — Ханума[11][13]

#### Театрально-концертный центр «Новое Искусство»
- «Мужчина моей мечты» (Владимир Попов)[11]

#### «Современный театр Антрепризы» Театральное агентство
- «Форсъ-Мажоръ»[11]

### Фильмография
| Год       |   | Название                        | Роль                     |
| --------- | - | ------------------------------- | ------------------------ |
| 1999      | ф | Китайский сервиз                | имя персонажа неизвестно |
| 2004      | ф | Всадник по имени Смерть         | имя персонажа неизвестно |
| 2004      | ф | Зима Весна                      | имя персонажа неизвестно |
| 2005      | с | Аэропорт                        | Наташа                   |
| 2005      | с | Верёвка из песка                | Хозяйка                  |
| 2005      | с | Есенин                          | имя персонажа неизвестно |
| 2005      | с | Зона                            | проститутка Лиза         |
| 2005      | ф | Семь раз отмерь                 | Марта                    |
| 2005      | ф | Золотая голова на плахе         | имя персонажа неизвестно |
| 2005      | с | Туристы                         | Алёна                    |
| 2005      | с | Адвокат 2                       | Ирина Протвина           |
| 2004—2013 | с | Кулагин и партнёры              | Инна                     |
| 2006      | ф | Возвращение блудного папы       | Мила                     |
| 2006      | с | Иван Подушкин. Джентльмен сыска | Зина Колобкова           |
| 2006      | с | Телохранитель                   | Галя                     |
| 2006—2013 | с | Счастливы вместе                | Даша Букина              |
| 2010      | ф | Мегаджунглис                    | Львина Львичи            |
| 2011      | ф | Квартал                         | Вера                     |
| 2012      | с | И отцы, и дети                  | Люба Зисельсон           |
| 2013      | с | Дружба народов                  | Светлана Огурцова        |
| 2015      | с | Стройка                         | Маша                     |
| 2018      | ф | Ночная смена                    | жена Корнеева            |
| 2018      | ф | Ёлки Последние                  | Эльза, менеджер кафе     |
| 2019      | с | Две девицы на мели              | Роксана                  |
| 2021      | с | Непосредственно Каха. Женитьба  | Продавщица Луиза         |
| 2021      | с | Бендер: Начало                  | мадам Циц                |
| 2023      | с | Кино про бандитов               | Катюха                   |
| 2023      | с | Родные люди (новелла «Москва»)  | Катя                     |
| 2023      | с | Букины                          | Даша Букина              |
| 2024      | ф | УничтоЖанна                     | Зоя Карповна             |

### Телевидение
- 8 октября 2010 — Битва экстрасенсов (ТНТ, 10 сезон, выпуск № 3)

- 2014—2015 — «Театр эстрады» (Первый канал) — участница (выступала с пародиями на Ирину Аллегрову, Вупи Голдберг, Елену Малышеву, Шер, Лайзу Миннелли, и с другими номерами)[14][15]

### Музыкальные треки
- 2013 — Наталья Бочкарёва & Константин Кожевников – «Белая метель»
- 2018 — «Убирайся»[16]
- 2019 — «Мартини»[17]
- 2020 — «Моя история»

## Личная жизнь

### Отношения и дети
В 2007—2010 годах Бочкарёва состояла в браке с адвокатом Николаем Борисовым, который был старше её на 13 лет. О разводе с Борисовым актриса сообщила только в 2014 году. У них есть двое детей — сын Иван (род. 04.01.2007) и дочь Мария (род. 22.02.2008).
В 2019 году Бочкарёва вышла замуж за личного помощника по имени Роман. 3 декабря 2022 года стало известно о третьей беременности актрисы. 1 апреля 2023 года она подтвердила, что стала мамой, не уточнив пол ребёнка. 2 июня 2023 года в эфире телепередачи «Жизнь и судьба» актриса сообщила, что у неё родился сын Александр.

### Скандалы
В ночь с 28 на 29 сентября 2019 года актриса была задержана за хранение кокаина. В ходе следствия Бочкарёва полностью признала вину и раскаялась, хотя изначально отрицала обвинение. 
20 января 2020 года Преображенский суд Москвы оштрафовал актрису на 30 тысяч рублей и прекратил уголовное дело против неё. Дознаватель указал, что Бочкарёва загладила вину «путём перевода средств в благотворительный фонд Евгения Воскресенского».

## Награды
- 2021 — Награда Star Awards Russia’2021 в номинации «Любовь к искусству» — «за вклад в развитие изящных искусств»[28][29].